# Кубок володарів кубків 1993—1994
Ку́бок воло́дарів ку́бків 1993—1994 — 34-й розіграш Кубка володарів кубків УЄФА, європейського клубного турніру для переможців національних кубків. 
Перемогу в турнірі святкував лондонський «Арсенал», який переміг у фіналі італійську «Парму».

## Учасники
| №п/п | Клуб                     | Турнір                                     |
| ---- | ------------------------ | ------------------------------------------ |
| 1    | «Парма»                  | Володар Кубка володарів кубків 1992—1993   |
| 2    | «Торіно»                 | Володар Кубка Італії 1992—1993             |
| 3    | «Парі Сен-Жермен»        | Володар Кубка Франції 1992—1993            |
| 4    | «Баєр 04»                | Володар Кубка Німеччини 1992—1993          |
| 5    | «Реал Мадрид»            | Володар Кубка Іспанії 1992—1993            |
| 6    | «Стандард»               | Володар Кубка Бельгії 1992—1993            |
| 7    | «Торпедо»                | Володар Кубка Росії 1992—1993              |
| 8    | «Бенфіка»                | Володар Кубка Португалії 1992—1993         |
| 9    | «Аякс»                   | Володар Кубка Нідерландів 1992—1993        |
| 10   | «Арсенал»                | Володар Кубка Англії 1992—1993             |
| 11   | «Університатя» (Крайова) | Володар Кубка Румунії 1992—1993            |
| 12   | «Абердин»                | Фіналіст Кубка Шотландії 1992—1993         |
| 13   | «Бешикташ»               | Фіналіст Кубка Туреччини 1992—1993         |
| 14   | «Тіроль»                 | Володар Кубка Австрії 1992—1993            |
| 15   | «Панатінаїкос»           | Володар Кубка Греції 1992—1993             |
| 16   | «Оденсе»                 | Володар Кубка Данії 1992—1993              |
| 17   | «Лугано»                 | Володар Кубка Швейцарії 1992—1993          |
| 18   | «Дегерфорс»              | Володар Кубка Швеції 1992—1993             |
| 19   | ГКС (Катовиці)           | Володар Кубка Польщі 1992—1993             |
| 20   | ЦСКА                     | Володар Кубка Болгарії 1992—1993           |
| 21   | «Ференцварош»            | Володар Кубка Угорщини 1992—1993           |
| 22   | «Кардіфф Сіті»           | Володар Кубка Уельсу 1992—1993             |
| 23   | МюПа                     | Володар Кубка Фінляндії 1992               |
| 24   | «Маккабі» (Хайфа)        | Володар Кубка Ізраїлю 1992—1993            |
| 25   | РАФ                      | Володар Кубка Латвії 1992—1993             |
| 26   | «Валюр»                  | Володар Кубка Ісландії 1992                |
| 27   | «Албпетрол»              | Фіналіст Кубка Албанії 1992—1993           |
| 28   | «Карпати»                | Фіналіст Кубка України 1992—1993           |
| 29   | «Ліллестрем»             | Фіналіст Кубка Норвегії 1992               |
| 30   | АПОЕЛ                    | Володар Кубка Кіпру 1992—1993              |
| 31   | «Бангор»                 | Володар Кубка Північної Ірландії 1992—1993 |
| 32   | «Шелбурн»                | Володар Кубка Ірландії 1992—1993           |
| 33   | «Сліма Вондерерс»        | Фіналіст Кубка Мальти 1992—1993            |
| 34   | «Ф91 Дюделанж»           | Фіналіст Кубка Люксембургу 1992—1993       |
| 35   | «Публікум»               | Фіналіст Кубка Словенії 1992—1993          |
| 36   | «ГБ Торсгавн»            | Володар Кубка Фарерських островів 1992     |
| 37   | «Бальцерс»               | Володар Кубка Ліхтенштейну 1992—1993       |
| 38   | «Жальгіріс»              | Володар Кубка Литви 1992—1993              |
| 39   | «Нікол»                  | Володар Кубка Естонії 1992—1993            |
| 40   | «Хайдук»                 | Володар Кубка Хорватії 1992—1993           |
| 41   | «Німан»                  | Володар Кубка Білорусі 1992—1993           |
| 42   | «Бобі»                   | Фіналіст Кубка Чехії 1992—1993             |
| 43   | «Кошице»                 | Володар Кубка Словаччини 1992—1993         |

## Кваліфікаційний раунд
| Команда 1        | Заг. | Команда 2           | 1-й матч | 2-й матч |
| ---------------- | ---- | ------------------- | -------- | -------- |
| Карпати (Львів)  | 2:3  | Шелбурн             | 1:0      | 1:3      |
| РАФ (Єлгава)     | 1:3  | ГБ Торсгавн         | 1:0      | 0:3      |
| Сліма Вондерерс  | 1:6  | Дегерфорс           | 1:3      | 0:3      |
| Бангор           | 2:3  | АПОЕЛ               | 1:1      | 1:2      |
| Ф91 Дюделанж     | 1:7  | Маккабі (Хайфа)     | 0:1      | 1:6      |
| Валюр            | 4:1  | МюПа-47             | 3:1      | 1:0      |
| Бальцерс         | 3:1  | Албпетрол           | 3:1      | 0:0      |
| Ніколь           | 1:8  | Ліллестрем          | 0:4      | 1:4      |
| Кошице           | 3:1  | Жальгіріс (Вільнюс) | 2:1      | 1:0      |
| Лугано           | 6:2  | Німан (Гродно)      | 5:0      | 1:2      |
| Публікум (Цельє) | 0:1  | Оденсе              | 0:1      | 0:0      |

## Перший раунд
| Команда 1              | Заг. | Команда 2        | 1-й матч | 2-й матч |
| ---------------------- | ---- | ---------------- | -------- | -------- |
| Тіроль (Інсбрук)       | 5:1  | Ференцварош      | 3:0      | 2:1      |
| Реал (Мадрид)          | 6:1  | Лугано           | 3:0      | 3:1      |
| АПОЕЛ                  | 0:3  | Парі Сен-Жермен  | 0:1      | 0:2      |
| Університатя (Крайова) | 7:0  | ГБ Торсгавн      | 4:0      | 3:0      |
| Ліллестрем             | 2:3  | Торіно           | 0:2      | 2:1      |
| Валюр                  | 0:7  | Абердин          | 0:3      | 0:4      |
| Оденсе                 | 2:3  | Арсенал          | 1:2      | 1:1      |
| Стандард (Льєж)        | 8:3  | Кардіфф Сіті     | 5:2      | 3:1      |
| Бенфіка                | 2:1  | ГКС (Катовіце)   | 1:0      | 1:1      |
| ЦСКА (Софія)           | 11:1 | Бальцерс         | 8:0      | 3:1      |
| Панатінаїкос           | 5:1  | Шелбурн          | 3:0      | 2:1      |
| Баєр (Леверкузен)      | 5:0  | Бобі (Брно)      | 2:0      | 3:0      |
| Хайдук (Спліт)         | 1:6  | Аякс (Амстердам) | 1:0      | 0:6      |
| Кошице                 | 2:3  | Бешикташ         | 2:1      | 0:2      |
| Торпедо (Москва)       | 2:3  | Маккабі (Хайфа)  | 1:0      | 1:3      |
| Дегерфорс              | 1:4  | Парма            | 1:2      | 0:2      |

## Другий раунд
| Команда 1        | Заг.           | Команда 2              | 1-й матч | 2-й матч |
| ---------------- | -------------- | ---------------------- | -------- | -------- |
| Тіроль (Інсбрук) | 1:4            | Реал (Мадрид)          | 1:1      | 0:3      |
| Парі Сен-Жермен  | 6:0            | Університатя (Крайова) | 4:0      | 2:0      |
| Торіно           | 5:3            | Абердин                | 3:2      | 2:1      |
| Арсенал          | 10:0           | Стандард (Льєж)        | 3:0      | 7:0      |
| Бенфіка          | 6:2            | ЦСКА (Софія)           | 3:1      | 3:1      |
| Панатінаїкос     | 3:5            | Баєр (Леверкузен)      | 1:4      | 2:1      |
| Аякс (Амстердам) | 6:1            | Бешикташ               | 2:1      | 4:0      |
| Маккабі (Хайфа)  | 1:1 (1:3 пен.) | Парма                  | 0:1      | 1:0 (дч) |

## Чвертьфінали
| Команда 1        | Заг.    | Команда 2         | 1-й матч | 2-й матч |
| ---------------- | ------- | ----------------- | -------- | -------- |
| Реал (Мадрид)    | 1:2     | Парі Сен-Жермен   | 0:1      | 1:1      |
| Торіно           | 0:1     | Арсенал           | 0:0      | 0:1      |
| Бенфіка          | 5:5 (ч) | Баєр (Леверкузен) | 1:1      | 4:4      |
| Аякс (Амстердам) | 0:2     | Парма             | 0:0      | 0:2      |

## Півфінали
| Команда 1       | Заг.    | Команда 2 | 1-й матч | 2-й матч |
| --------------- | ------- | --------- | -------- | -------- |
| Парі Сен-Жермен | 1:2     | Арсенал   | 1:1      | 0:1      |
| Бенфіка         | 2:2 (ч) | Парма     | 2:1      | 0:1      |

## Фінал
| 4 травня 1994 |

| Арсенал  | 1:0      | Парма |
| -------- | -------- | ----- |
| Сміт 22' | Протокол |       |

| Паркен, Копенгаген Глядачів: 33 765 Арбітр: Вацлав Крондл |

| Володар Кубка володарів кубків 1993—1994 |
| ---------------------------------------- |
| Англія                                   |
| «Арсенал» Лондон 1-й титул               |